# Setapp
Setapp est un service par abonnement pour macOS, iOS et des applications web publié en 2017 par MacPaw,,, une société de développement de logiciels dont le siège se trouve à Kiev, en Ukraine. Il permet d'accéder à une collection croissante de logiciels de différents développeurs pour un montant mensuel fixe. Les catégories d'apps couvrent la productivité, le développement web, la maintenance Mac, le montage photo et vidéo, le design, l'écriture, l'éducation, les finances personnelles et autres. L'abonnement à Setapp comprend plus de 240 applications, y compris CleanMyMac, Spark, Ulysses et MarsEdit. Setapp réalise chaque année le  Mac Developer Survey et le Mac Apps Report.
En 2024, Setapp a publié une application officielle de marché iOS disponible au téléchargement dans l'Union européenne.

## Histoire
Setapp a été lancé en version bêta en novembre 2016,, et a été officiellement lancé en janvier 2017. En juin 2017, Setapp a déclaré avoir 10 000 abonnés dans le monde entier, principalement aux États-Unis, mais avec des audiences croissantes au Royaume-Uni, en France et en Allemagne. En novembre de la même année, plus de 200 000 utilisateurs testaient le service. En 2019, l'application comptait 1 million d'utilisateurs.
En novembre 2019, Setapp a lancé Setapp for Teams, un service ajusté à l'usage des équipes et des organisations. Setapp a lancé une version iOS en août 2020.
En juillet 2023, Setapp a introduit un assistant ChatGPT et d'autres outils d'IA.En août 2023, en réponse à la réglementation de la loi sur les marchés numériques, Setapp a annoncé son intention de lancer un magasin d'applications alternatif pour les utilisateurs de l’UE.
Le 14 mai 2024, Setapp a publié une application officielle de marché pour iOS qui permet aux utilisateurs de télécharger des applications iOS à partir du catalogue sans utiliser l'App Store comme intermédiaire.

## Modèle commercial
Setapp a introduit un modèle d'abonnement pour l'utilisation de logiciels qui s'apparente aux services de streaming comme Spotify et Netflix,,,. Au lieu de payer un prix unique pour une application autonome, les utilisateurs peuvent utiliser toutes les applications de la collection moyennant un tarif mensuel unique.
La philosophie qui sous-tend cette initiative est d'offrir aux utilisateurs des logiciels présélectionnés et prêts à l'emploi qui couvrent à la fois des tâches génériques et des tâches spécifiques. Les applications de Setapp sont automatiquement mises à jour et ne contiennent pas d'achats in-app ou de publicités.
La majeure partie des revenus générés par Setapp est répartie entre les développeurs d'applications en fonction de l'utilisation de ces dernières.

## Fonctionnalités
Setapp propose des fonctionnalités conçues pour optimiser le flux de travail et augmenter la productivité. Elle intègre une fonction de recherche IA qui utilise un dictionnaire de synonymes, permettant aux utilisateurs de localiser les outils pertinents pour leurs tâches. La fonction est conçue pour gérer les orthographes alternatives, les mots-clés personnalisés et les langues multiples, et elle recherche des tutoriels et des modes d'emploi pertinents. Un moteur de recommandation, alimenté par l'apprentissage automatique, examine l'utilisation des applications par les utilisateurs, prend en compte les préférences des autres utilisateurs et tient compte de la popularité et de la pertinence pour offrir des suggestions personnalisées. La plateforme comprend également des Collections, qui sont des kits d'applications pré-assemblés conçus pour accomplir des tâches courantes.
L'assistant IA, qui utilise ChatGPT, Open AI et le modèle pré-entraîné de Setapp, offre une fenêtre séparée aux utilisateurs pour accéder aux recommandations de recherche d'applications, aux tutoriels et aux réponses aux questions relatives au Mac. La plateforme simplifie les téléchargements et les installations d'applications. Étant donné que de nombreuses applications sur Setapp nécessitent un compte utilisateur, la plateforme gère automatiquement les processus de connexion et active les fonctionnalités premium.
Sur les plans qui incluent l’accès aux appareils iOS, Setapp demande aux utilisateurs d’installer l’application demandée depuis l’App Store. Après avoir installé l'application, l'utilisateur peut scanner un code QR ou accéder à un lien qui débloquera des fonctionnalités premium pour l'application. Cet accès restera valable tant que l'abonnement sera actif. Dans l'UE, Setapp a publié une application de marché qui permet aux utilisateurs de télécharger ces applications directement sur leur appareil au lieu d'être dirigés vers l'App Store.

## Processus d'évaluation
Setapp organise sa collection d'applications en se concentrant sur les avantages et l'utilité pour l'utilisateur. Elle rejette les applications qui comportent des éléments payants, des achats in-app, de la publicité, des informations incorrectes sur l'appareil ou l'application, du contenu diffamatoire ou offensant, et du matériel pornographique. Toutes les applications, y compris les mises à jour, sont soumises à un processus d'examen portant sur la qualité, la fonctionnalité et la protection de la vie privée. Les applications qui obligent les utilisateurs à télécharger d'autres applications ou qui violent les normes de protection de la vie privée et des données sont également rejetées,.

## Configuration requise
- Version macOS :
  - Big Sur 11.0 et plus
  - Espace disque disponible : environ 300 Mb pour l'application de bureau Setapp
  - Connexion Internet
  - Safari 10.12 et versions ultérieures

- Conditions requises pour les applications iOS :
  - Chaque application iOS du Setapp a ses propres exigences en matière de version iOS minimale. Il est recommandé de mettre à jour l'appareil avec la dernière version iOS disponible.

## Récompenses et reconnaissance
- Finaliste de la 21e édition des Interactive Innovation Awards dans la catégorie Nouvelle économie[34]
- Récompensé par Product Hunt en tant que « Produit de consommation de l'année » (“Consumer Product of the Year”) lors des Golden Kitty Awards 2017[35]
- Désignée par Fast Company comme l'une des 10 entreprises les plus innovantes d'Europe en 2019[36]
- Récompensé comme « Meilleur produit SaaS pour la productivité » (“Best SaaS Product for Productivity”) lors de SaaS Awards en 2019[37]
- Récompensé par des Lions Cannes de bronze (Cannes Lions) dans la catégorie publicité vidéo pour « Snake », créé avec l'agence Droga5 en 2021[38]